# 1153 Wallenbergia
1153 Wallenbergia är en asteroid i huvudbältet som upptäcktes den 5 september 1924 av den ryska astronomen Sergej Beljavskij vid Simeizobservatoriet på Krim. Asteroidens preliminära beteckning var 1924 SL. Den fick senare namn efter den tyske matematikern Georg James Wallenberg. Den tillhör asteroidgruppen Flora.
Wallenbergias senaste periheliepassage skedde den 14 januari 2022. Dess rotationstid har beräknats till 4,10 timmar.